# Усть-Кадуй
Усть-Кадуй — посёлок в Нижнеудинском районе Иркутской области России. Входит в состав Атагайского муниципального образования. Находится примерно в 38 км к северо-востоку от районного центра.

## Население
По данным Всероссийской переписи, в 2010 году в посёлке проживало 116 человек (61 мужчина и 55 женщин).